# Nucourt
Nucourt är en kommun i departementet Val-d'Oise i regionen Île-de-France i norra Frankrike. Kommunen ligger i kantonen Marines som tillhör arrondissementet Pontoise. År 2022 hade Nucourt 719 invånare.

## Befolkningsutveckling
Antalet invånare i kommunen Nucourt
| Referens: INSEE |